# Abraxas macroplaga
Abraxas macroplaga är en fjärilsart som beskrevs av Eugen Wehrli 1935. Abraxas macroplaga ingår i släktet Abraxas och familjen mätare. Inga underarter finns listade i Catalogue of Life.